# Eriocaulon brachypeplon
Eriocaulon brachypeplon är en gräsväxtart som beskrevs av Friedrich August Körnicke. Eriocaulon brachypeplon ingår i släktet Eriocaulon och familjen Eriocaulaceae. Inga underarter finns listade i Catalogue of Life.